# Ripetizioni forzate
Le Ripetizioni forzate, in inglese Forced repetitions o Forced reps, sono una tecnica speciale applicata nell'esercizio con i pesi (resistance training), in particolare nel body building e nel fitness.

## Definizione
Le ripetizioni forzate sono una tecnica che viene applicata solo dopo aver raggiunto il cedimento muscolare nell'ultima ripetizione di una serie nell'esercizio con i pesi e, per essere compiute, richiedono obbligatoriamente l'intervento di un compagno (spotter). Una volta raggiunto il cedimento muscolare, la tecnica prevede di eseguire alcune (3 o 4) ripetizioni aggiuntive con l'aiuto dell'assistente, il quale applica all'attrezzo una forza sinergica a quella dell'atleta sufficiente al loro completamento. Questo sistema costringe il muscolo a continuare a produrre forza quando è molto affaticato, superando l'ostacolo del cedimento muscolare, incidendo sul prolungamento del Time Under Tension (TUT) e assicurando il pieno esaurimento muscolare. La teoria sostiene che quando si portano le ripetizioni sull'orlo dell'esaurimento, si aumentano la quantità di sangue e la tensione muscolare, promuovendo ulteriormente la crescita muscolare. Le ripetizioni forzate permettono di completare il numero impostato di ripetizioni senza dover interrompere l'esecuzione e prendere tempo per continuare con un peso più leggero. Questa tecnica viene adoperata col fine di aumentare la fatica durante le serie più di quanto venga permesso dal carico utilizzato, e da quanto rilevato dalle ricerche, tra i vari effetti ha la capacità di incrementare la produzione dell'ormone della crescita (GH) e del testosterone. Secondo l'American College of Sports Medicine (ACSM), le ripetizioni forzate sono un ottimo metodo per riuscire a superare lo stallo nel corso di un programma di bodybuilding. La strategia di aumentare l'affaticamento della serie più di quanto previsto dall'intensità relativa (%1-RM) viene applicata in alcune altre tecniche che propongono di prolungare il TUT oltre la soglia del cedimento muscolare, come il super set, il rest pause, o lo stripping.
Le ripetizioni forzate sono una tecnica adatta all'alta intensità, ovvero con l'uso di carichi molto pesanti (85-90% 1RM), che consentirebbero di svolgere, ad esempio 2-6 ripetizioni da soli con la tecnica pulita raggiungendo il cedimento muscolare. Il numero di ripetizioni aggiuntive permesse dall'intervento dell'assistente è generalmente basso, attorno alle 2-3, ma dipende anche dall'entità dell'aiuto sinergico fornito. Come molte altre tecniche speciali intense, specie se eseguite ad alte intensità, si sconsiglia di introdurre troppe ripetizioni forzate e troppo spesso, poiché porterebbero facilmente al sovrallenamento penalizzando lo sviluppo muscolare. Alcune ricerche stabilirono che anche solo portare ogni serie al cedimento può avere effetti negativi sulle risposte ormonali e i guadagni di forza e potenza.

## La ricerca
Alcune ricerche hanno testato l'applicazione delle Ripetizioni forzate per constatarne gli effetti. Ahtiainen et al. (2003) esaminarono le risposte ormonali acute su 16 atleti maschi a seguito di diversi protocolli di allenamento con sovraccarichi, confrontando le serie a ripetizioni massime (RM), cioè portate al cedimento muscolare, con le serie dove venivano applicate le ripetizioni forzte.
- Il protocollo Massime ripetizioni (RM) prevedeva 4 serie di leg press, 2 serie di squat e 2 serie di leg extension (con 12 RM) con 2 minuti di recupero tra le serie e 4 minuti tra gli esercizi.
- Nel protocollo Ripetizioni forzate (FR), il carico iniziale è stato scelto per essere superiore modo che gli atleti non potessero sollevare 12 ripetizioni per serie da soli. Dopo ogni serie portata al cedimento, l'atleta veniva assistito per eseguire le ripetizioni restanti per completare le 12 ripetizioni per serie. Quindi l'intensità del protocollo FR era maggiore rispetto a quella del RM.

Entrambi i protocolli portarono ad un aumento acuto dei livelli di testosterone sierico, testosterone libero, cortisolo e GH. Tuttavia, le risposte del cortisolo e del GH erano maggiori nel protocollo FR che in quello MR. La diminuzione del 56,5% nella forza isometrica massima in FR era maggiore di quella del 38,3% in MR e la forza è rimasta inferiore durante il recupero in FR rispetto a MR. La maggiore diminuzione della forza isometrica in FR che in MR è stata anche associata alla diminuzione volontaria massimale elettromiografica dei muscoli sotto carico. I dati indicano che la tecnica delle ripetizioni forzate induce risposte ormonali e neuromuscolari acute maggiori di un tradizionale sistema di allenamento eseguito a ripetizioni massime a cedimento, e quindi può essere usato per manipolare le variabili acute dell'esercizio con i pesi negli atleti.
L'anno successivo, la stessa équipe di ricercatori approfondì gli effetti ormonali e neuromuscolari delle Ripetizioni forzate su atleti allenati e soggetti non allenati. Sono stati testati 8 atleti di forza (pesisti) maschi con diversi anni di esperienza e 8 atleti fisicamente attivi, ma non atleti di forza. Come nel precedente esperimento, anche questo prevedeva due sessioni: ripetizioni massime (MR) e di ripetizioni forzate (FR).
- Il protocollo MR si caratterizzava da 12-RM di squat per 4 serie con 2 minuti di recupero tra le serie.
- Nel protocollo FR il carico iniziale era superiore a quello del MR in modo che il soggetto potesse sollevare da solo circa 8 ripetizioni e 4 ripetizioni supplementari con l'assistenza.

Prima e dopo i protocolli, sono stati elaborati i campioni di sangue per determinare i livelli sierici di testosterone, testosterone libero, cortisolo e le concentrazioni di ormone della crescita (GH), e di lattato nel sangue. La massima forza isometrica volontaria e l'attività elettromiografica (EMG) sul leg extension è stata misurata prima e dopo l'esercizio, nonché 24 e 48 ore dopo l'esercizio. Le concentrazioni degli ormoni misurati sono aumentati significativamente dopo entrambe le sessioni in entrambi i gruppi. Le risposte tendevano ad essere più elevate nel gruppo FR rispetto al MR, e gli aumenti delle concentrazioni di testosterone erano significativamente maggiori con entrambi i protocolli negli atleti di forza che in quelli non di forza. Entrambi i protocolli in entrambi i gruppi hanno anche portato ad un affaticamento neuromuscolare con significative diminuzioni acute della forza isometrica del 32-52% e l'attività elettromiografica massima associata ad un aumento di grandi quantità di lattato nel sangue. Questi dati suggeriscono che, almeno in negli atleti di forza esperti, la tecnica delle ripetizioni forzate è una valida alternativa al più tradizionale protocollo massime ripetizioni, e può anche risultare un approccio superiore. Sebbene la risposta ormonale (testosterone, ormone della crescita, cortisolo) aumentò similmente con entrambi i protocolli in entrambi i gruppi, gli aumenti di testosterone negli atleti allenati (pesisti) erano significativamente maggiori rispetto al protocollo ripetizioni massime.
Alcuni anni dopo, Drinkwater et al. (2007) riesaminarono la questione delle Ripetizioni forzate. In particolare, analizzarono i guadagni della forza ottenuti con tale metodo di allenamento. Dodici giocatrici di pallacanestro e 10 giocatrici di pallavolo si sono allenate per 3 sessioni a settimana per 6 settimane, eseguendo un allenamento di panca piana da 4 x 6, 8 x 3, o 12 x 3 (serie x ripetizioni) per ogni sessione. Comparate al gruppo 8 x 3, il protocollo 4 x 6 prevedeva maggiori tempi di recupero, e il 12 x 3 includeva maggiori volumi di allenamento, in modo che ciascun gruppo svolgesse un diverso numero di ripetizioni forzate per sessione di allenamento. I soggetti sono stati testati sulla panca piana a 3 e 6 ripetizioni massime (RM), e sulla panca piana su Smith machine. I gruppo 4 x 6 e 12 x 3 eseguivano più ripetizioni forzate per sessione di quanto non facessa il gruppo 8 x 3, mentre il gruppo 12 x 3 eseguiva approssimativamente il 40% in più di lavoro e il 30% in più di lavoro concentrico. Come previsto, tutti i gruppi migliorarono la prestazione su 3RM, 6RM, la potenza massima e la potenza media. Non ci sono state differenze significative nei guadagni di forza o di potenza tra i gruppi. In conclusione, in caso di raggiungimento del cedimento muscolare, né ulteriori ripetizioni forzate, né il volume delle serie aggiuntive hanno migliorato ulteriormente l'ampiezza dei guadagni di forza. Questa scoperta mette in discussione l'efficacia di aggiungere volume supplementare per mezzo di ripetizioni forzate in giovani atleti con una moderata esperienza nell'esercizio con i pesi.

## Altre tecniche diResistance training
- Super set
- Tri set
- Set gigante
- Stretch contrastato
- Rest pause
- Stripping
- Ripetizioni negative
- Super Slow
- Peak contraction
- Cheating
- Burns
- Doppio impatto
- Serie del 21
- Sistema piramidale
- Mantieni Peso (MP)
- Mantieni Ripetizioni (MR)
- Lock-out
- Cedimento muscolare